# Reto Berra
Reto Berra (ur. 3 stycznia 1987 w Bülach) – szwajcarski hokeista, reprezentant Szwajcarii, dwukrotny olimpijczyk.

## Kariera
- ZSC U20 (2003-2004)
- GCK Lions U20 (2003-2006)
- GC Küsnacht Lions (2004-2006)
- Dübendorf (2004-2005)
- ZSC Lions (2006-2007)
- Schweiz U-20 (2007)
- HC Davos (2007-2009)
  -  SCL Tigers (2009)
  -  EV Zug (2009)
- EHC Biel (2009-2013)
  -  HC Davos (tylko na turnieje Puchar Spenglera 2011, Puchar Spenglera 2012)
- Calgary Flames (2013-2014)
  -  Abbotsford Heat (2013)
- Colorado Avalanche (2014-2016)
- Florida Panthers (2016-2017)
- Springfield Thunderbirds (2016-2017)
- Fribourg-Gottéron (2017)
- Anaheim Ducks (2017-2018)
- Fribourg-Gottéron (2018-)

Wychowanek EHC Bülach w rodzinnym mieście. Grał w juniorskim zespole klubu GCK Lions. Przez kilka sezonów grał w rodzimych ligach NLB i NLA. Najdłużej, od 2009 do 2013, grał w Biel. W międzyczasie, w drafcie NHL z 2006 został wybrany przez St. Louis Blues. Po prawie siedmiu latach, w kwietniu 2013 ten klub zbył prawa do zawodnika na rzecz Calgary Flames (w toku wymiany z Calgary do St. Louis został przekazany Jay Bouwmeester). Wówczas Reto Berra podpisał roczny kontrakt z kanadyjską drużyną. W sezonie 2013/2014 rozpoczął występy w lidze NHL; epizodycznie także w zespole farmerskim, w lidze AHL. Od marca 2014 zawodnik Colorado Avalanche. Wkrótce potem przedłużył kontrakt o trzy lata. Od czerwca 2016 zawodnik Florida Panthers. Od kwietnia 2017 zawodnik Fribourg-Gottéron, związany trzyletnim kontraktem. Od lipca 2017 zawodnik Anaheim Ducks w NHL, związany rocznym kontraktem. Po sezonie powrócił do Fribourg-Gottéron.
W barwach Szwajcarii uczestniczył w turniejach mistrzostw świata w 2012, 2013, 2014, 2015, 2016, 2018, 2019, 2021, 2022 oraz zimowych igrzysk olimpijskich 2014, 2022.

## Sukcesy

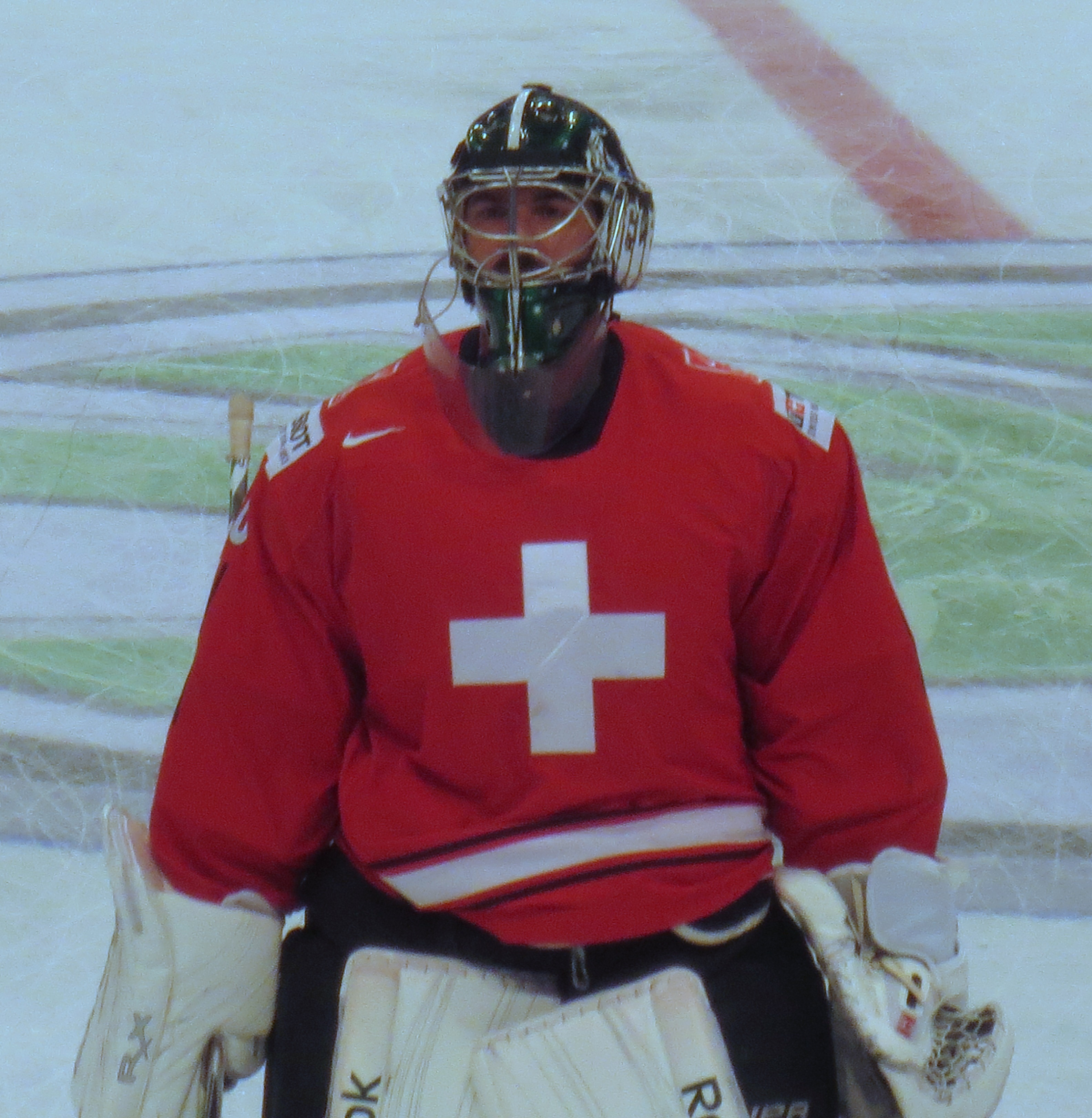
Reto Berra podczas mistrzostw świata 2013

Reprezentacyjne
- Srebrny medal mistrzostw świata: 2013, 2018

Klubowe
- Złoty medal mistrzostw Szwajcarii: 2009 z HC Davos
- Puchar Spenglera: 2011 z HC Davos

Indywidualne
- National League A (2011/2012):
  - Skład gwiazd sezonu
  - Najlepszy bramkarz sezonu
- National League A (2012/2013):
  - Najlepszy bramkarz sezonu
- Mistrzostwa Świata w Hokeju na Lodzie 2013/Elita:
  - Osiągnął skuteczność interwencji 96,72% i średnią goli straconych na mecz 1,00, jednak nie został uwzględniony w głównej klasyfikacji, jako że rozegrał 39.68% czasu gry swojej reprezentacji, podczas gry klasyfikacja obejmowała bramkarzy, którzy rozegrali minimum 40% łącznego czasu gry swoich zespołów (Berra łącznie zagrał cztery mecze, czyli 240 minut gry).
- Mistrzostwa Świata w Hokeju na Lodzie 2014/Elita:
  - Jeden z trzech najlepszych zawodników reprezentacji na turnieju[11]
- Mistrzostwa Świata w Hokeju na Lodzie 2019/Elita:
  - Trzecie miejsce w klasyfikacji liczby meczów bez straty gola w turnieju: 2[12]
- Mistrzostwa Świata w Hokeju na Lodzie 2021 (elita):
  - Piąte miejsce w klasyfikacji średniej goli straconych na mecz w turnieju: 1,65[13]